# Concejo para el Humanismo Secular
El Concejo para el Humanismo Secular (CHS) (Council for Secular Humanism) es una organización no gubernamental sin fines de lucro "dedicada a la promoción y defensa de una actitud no religiosa basada en la ciencia, la filosofía naturalista y la ética humanista". Es la principal organización de personas no religiosas estadounidenses. Se encuentra afiliada al Center for Inquiry.
El humanismo secular rechaza las creencias sobrenaturales y autoritarias, y pone énfasis en el uso de la razón y la investigación científica, la libertad individual, los valores humanos, la compasión y la necesidad de tolerancia y cooperación.